# Archettes
Archettes is een Franse gemeente in het departement Vosges in de regio Grand Est en telt 1026 inwoners (1999). De gemeente maakt deel uit van het arrondissement Épinal.

## Geografie
De oppervlakte van Archettes bedraagt 13,93 vierkante kilometer; Op 1 januari 2022 was de bevolkingsdichtheid 79,7 inwoners per km².
De onderstaande kaart toont de ligging van Archettes met de belangrijkste infrastructuur en aangrenzende gemeenten.

## Demografie
Onderstaande figuur toont het verloop van het inwonertal.